# Como (stad)
Como is een stad in Lombardije, Italië. Het is de hoofdstad van de gelijknamige provincie. De stad telt 83.320 inwoners (31-12-2017, bron: Istat).

## Ligging
De stad is gelegen aan de zuidwestpunt van het Comomeer (Lago di Como) en aan de grens met Zwitserland. Het ligt vastgegroeid aan de Zwitserse plaats Chiasso, kanton Ticino. Como ligt 35 kilometer ten noorden van Milaan.
De grensovergang bij Como is een van de drukste van Italië, daar hij op een belangrijke noord-zuidverbinding ligt tussen de landbouw- en industriegebieden in Noord-Italië en onder andere Duitsland. Como is onder andere bekend om zijn zijde-industrie.
De stad bestond reeds ten tijde van het Romeinse Rijk. Marcus Claudius Marcellus liet massieve muren om de stad aanbrengen. Echter in de 12e eeuw werd Como grotendeels verwoest door Milaan.
In het deel van de stad binnen de oude stadsmuren is nauwelijks autoverkeer toegestaan, met uitzondering van enkele doorgaande wegen. In het centrum ligt Piazza Duomo met de Dom, die de zetel is voor het bisdom Como. De bouw van de Dom heeft meer dan 400 jaar geduurd. Aan de voorzijde is de bouwstijl gotisch, de oostzijde stamt uit de renaissance en de koepel werd pas in de 18e eeuw gebouwd.
Tussen de stad en Brunate ligt een kabelspoorweg. De Funicolare Como-Brunate lijn heeft een lengte van ruim 1084 meter en overbrugt een hoogteverschil van 596 meter.

## Geografie
De volgende frazioni maken deel uit van de gemeente: Albate, Breccia, Camerlata, Camnago Volta, Cardina, Civiglio, Garzola, Lora, Monte Olimpino, Muggiò, Ponte Chiasso, Prestino, Rebbio, Tavernola, Trecallo. De volgende frazioni waren vroeger onafhankelijke gemeenten: Albate, Breccia, Camerlata, Camnago Volta, Civiglio, Monte Olimpino en Rebbio.

## Transport
Ten westen van Como ligt de snelweg A9 die in het noorden de grens over gaat met Zwitserland en in het zuiden via andere wegen Como verbindt met Milaan.
Rond het stadscentrum van Como liggen drie treinstations. Aan de zuidwestzijde het station Como San Giovanni dat het eerste station is op de spoorlijn Como-Lecco en is het laatste station op de spoorlijn Milaan-Chiasso voordat deze lijn de grens over gaat met Zwitserland. Aan de noordzijde ligt het station Como Lago en aan de zuidoostzijde het station Como Nord Borghi, beide op de spoorlijn Como-Varese en spoorlijn Saronno-Como.
Aan de noordzijde van de stad begint aan het Comomeer de kabelspoorweg Como-Brunate die de berg op voert naar de buurgemeente.

## Bezienswaardigheden
- Basiliek van Sant'Abbondio
- Porta Torre
- Castello Baradello

## Sport
Como 1907 is de voetbalploeg van Como, speelt in het Stadio Giuseppe Sinigaglia en is actief in de Serie A.
Como is de afgelopen decennia doorgaans aankomst- of startplaats van de wielerklassieker Ronde van Lombardije.

## Afbeeldingen

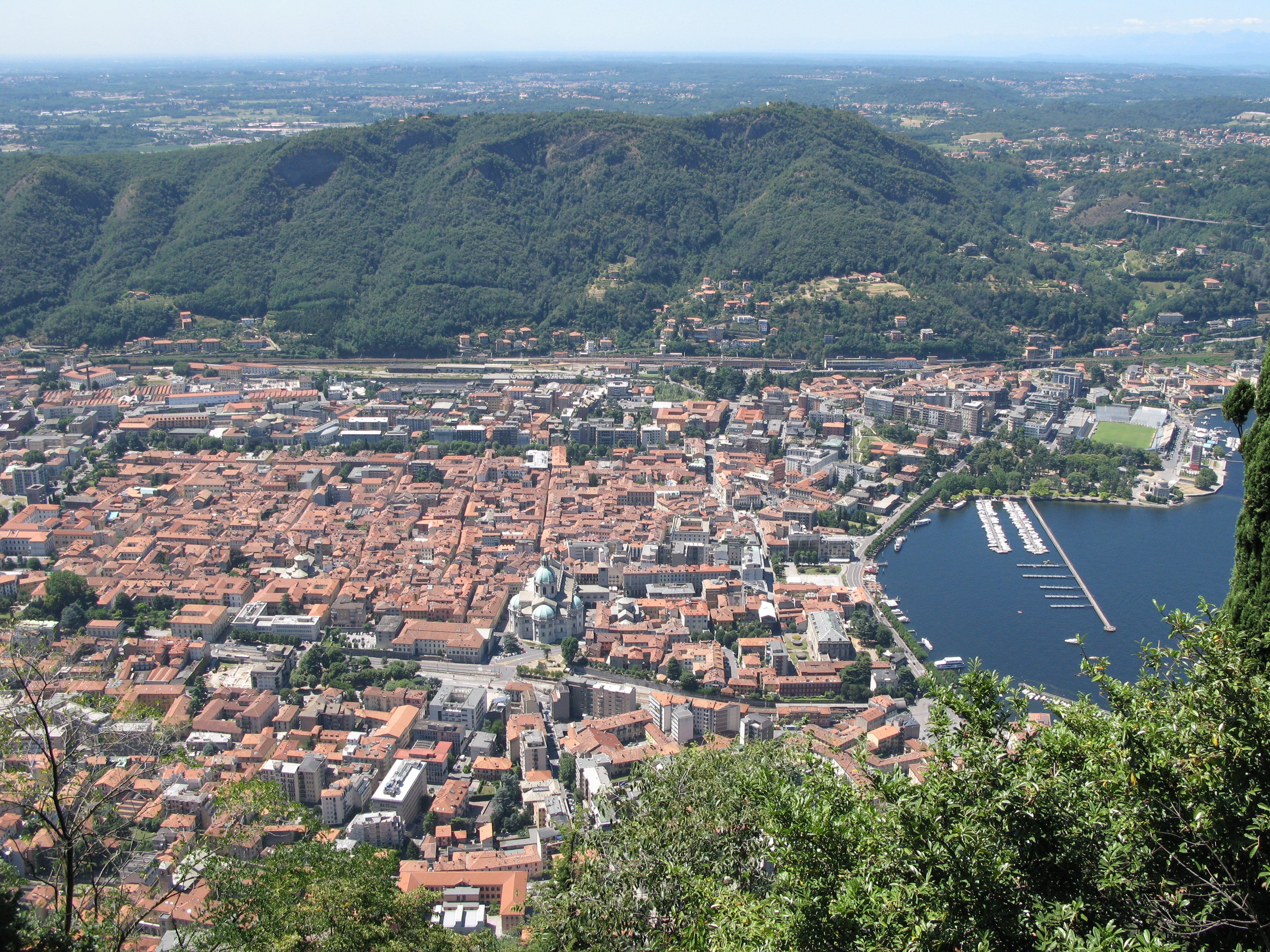
Zicht op Como vanuit Brunate met de Dom in het midden
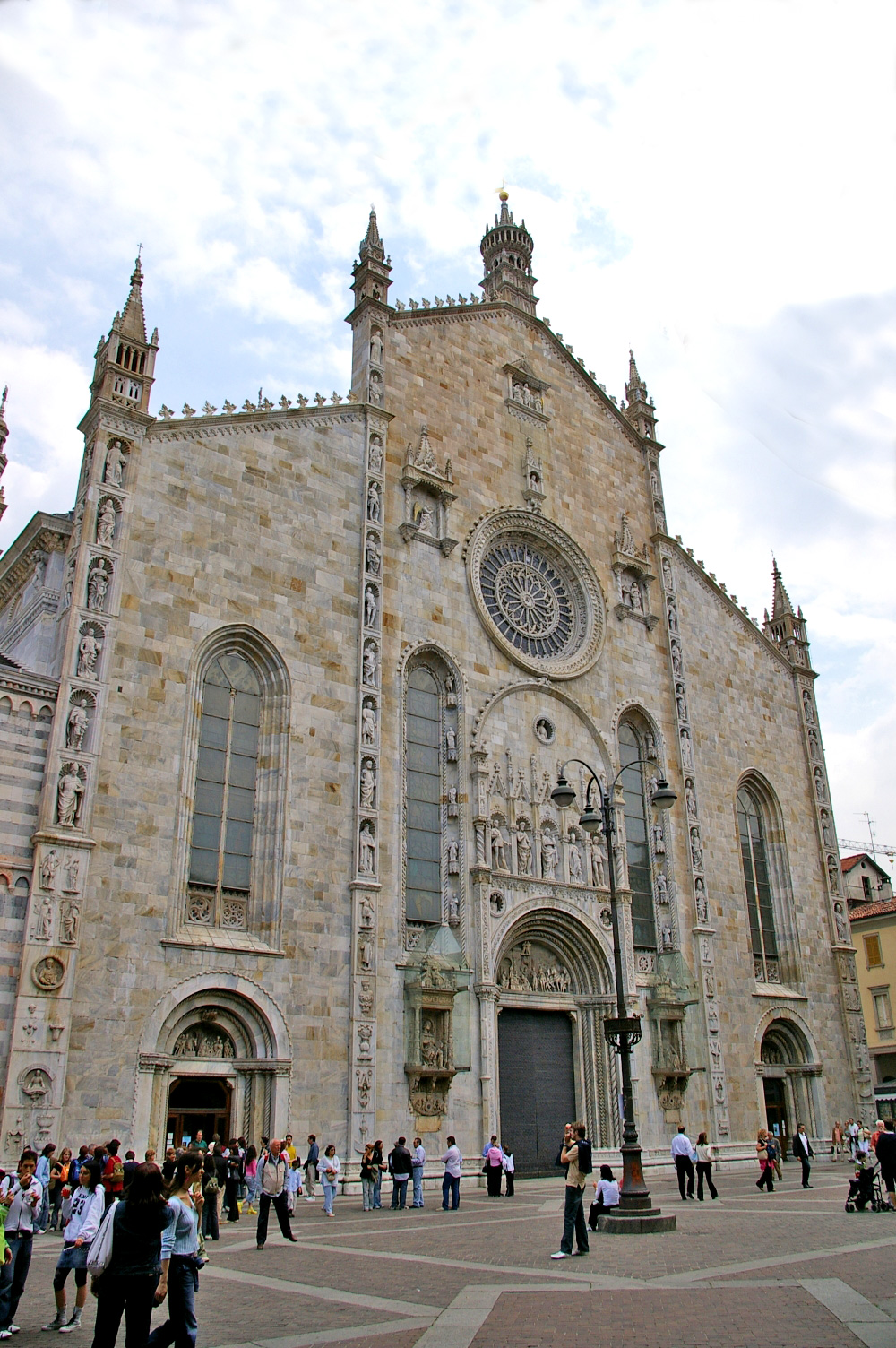
Dom van Como
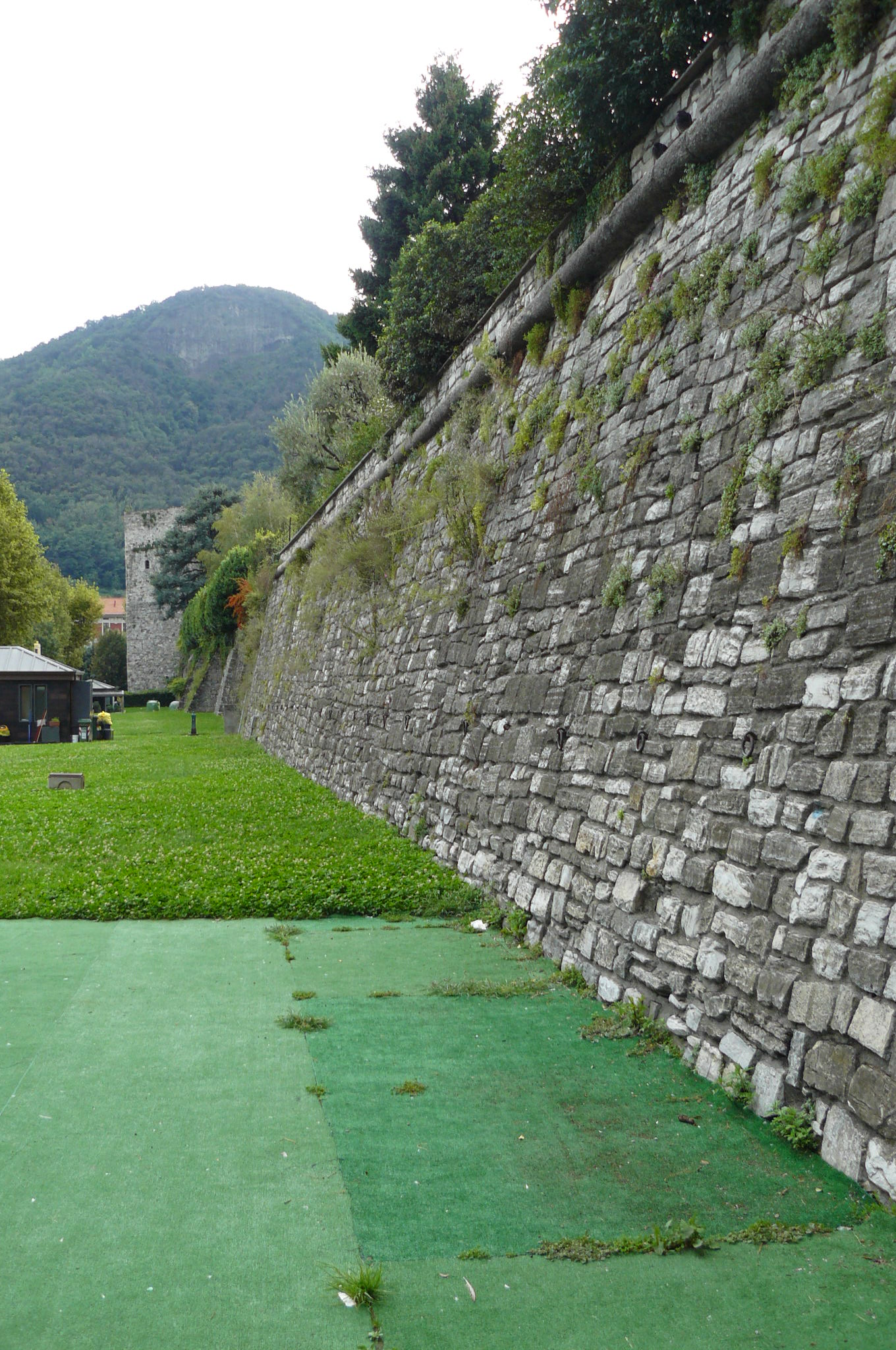
Deel van de oude stadsmuur van Como